# Karl Brugmann
Karl Brugmann, nemški jezikoslovec, * 16. marec 1849, † 29. junij 1919.
Karl Brugmann je ob koncu poznega 19. stoletja oziroma zgodnjega 20. stoletja pridobil sloves enega utemeljiteljev indoevropskega jezikoslovja. 
Najpomembnejši deli Brugmanna sta dve knjigi na teme fonologije, morfologije in oblikovanja besed, v okviru petdelne zbirke »Grundriss der vergleichenden Grammatik der indogermanischen Sprachen”. Preostale tri knjige je napisal Berthold Delbrück. “Grundriss” predstavlja eno najpomembnejših slovnic v zgodovini in hkrati mejnik na področju spoznavanja indoevropskih jezikov. 
V zgodnejšem obdobju svojega raziskovanja je bil zagovornik neoslovnične šole, ki je zagovarjala neomajnost zakonov fonetike. 
Njegov opus obsega več kot 400 objav. 